# Barisien Voiturette
Die Barisien Voiturette ist ein Pkw-Modell aus der Zeit um die Wende zum 20. Jahrhundert. Hersteller war Capitaine Charles Barisien aus Frankreich. Eine Serienfertigung ist nicht bekannt.

## Beschreibung
Zwei De-Dion-Bouton-Einzylindermotoren sind stehend an der Front des Fahrzeugs am Rahmen angebaut. Diese Position erleichtert die Kühlung der Motoren, die durch die 45 Grad schräg stehende Frontschürze zusätzlich unterstützt wird. Ein kleiner Lüfter, der zwischen den beiden Motoren eingebaut war, konnte bei Bedarf über eine Reibscheibe hinzugeschaltet werden. Wasser aus einem oben angebrachten Behälter mit 200 ml Inhalt konnte über eine Tropftechnik auf die Zylinderköpfe geleitet werden. Jeder Motor hat 66 mm Bohrung, 70 mm Hub und 239 cm³ Hubraum. Ein Motor leistet 1 ¾ PS (1 kW). Beide Motoren zusammen kamen auf 3,5 PS. Die Motoren wurden über eine vorn angebrachte Handkurbel angeworfen. Jeder Motor hat einen abnehmbaren, wassergekühlten Zylinderkopf und einen luftgekühlten Zylinder. Außer im Renault Type A in einer verbesserten Ausführung gab es solche Motoren auch in der Société Parisienne Victoria Combination.
Die Kraft wurde über eine Welle an das Getriebe mit dem Differential und von den Seitenwellen über Ketten auf die Hinterräder übertragen. Das Differentialgehäuse bestand aus Aluminium. Das Getriebe hatte drei Gänge und einen Rückwärtsgang. Das Fahrzeug wog leer 250 kg. Die Bremsanlage wirkte auf die hinteren Räder.
Die offene Karosserie als Phaeton bot Platz für zwei Personen.